# Delias wilemani
Delias wilemani é uma borboleta da família Pieridae. Foi descrita por Karl Jordan em 1925. É endémica em Taiwan (reino Indomalaio).
A envergadura é de cerca de 82-98 milímetros. Os adultos são semelhantes aos Delias subnubila, mas podem ser distinguidos pelo grande retalho amarelo no recto posterior.
As larvas alimentam-se de espécies de Loranthus.